# Ребекка Кліфіш
Ребекка Енн Рід, у шлюбі Кліфіш (англ. Rebecca Kleefisch; нар. 7 серпня 1975, Понтіак, Мічиган) — американська політик-республіканка, віцегубернаторка штату Вісконсин з січня 2011 року.

## Життєпис
Ребекка Енн Рід народилася в Понтіак, штат Мічиган. Закінчила Університет Вісконсин-Медісон. Працювала тележурналісткою в Рокфорді (Іллінойс), а потім у Мілвокі. У той же час заснувала компанію Rebecca Kleefisch Enterprises, Inc.
Одружена з місцевим політиком і членом Державних Зборів Вісконсину Джоелом Кліфішем, має двох доньок. У 2010 році у неї діагностували рак товстої кишки, який вона подолала.

## Політичні погляди
Кліфіш підтримує заборону абортів у Вісконсині. Закон забороняє аборти в будь-яких випадках, окрім як для порятунку життя вагітної. Кліфіш вважає, що аборт має бути незаконним у всіх інших випадках, у тому числі після зґвалтування чи інцесту або для захисту здоров'я вагітної. Вона також написала, що погоджується з Шерон Енгл, що зґвалтовані жінки повинні «перетворювати лимони на лимонад», народжуючи дитину свого ґвалтівника.
Кліфіш виступає проти Закону про доступне лікування (ACA).
У 2009 році Кліфіш заявила, що «немає єдиної думки про те, що люди спричинили зміну клімату».
У 2020 році вона високо оцінила торговельну політику Дональда Трампа, а також його боротьбу з пандемією COVID-19.
У 2021 році вона закликала заборонити міста-заповідники, а також викладання критичної расової теорії в державних школах.